# Ahmed Khairy
Ahmed Khairy est un footballeur international égyptien, né le 1er octobre 1987 au Caire. Il évolue aux postes de défenseur et de milieu de terrain.

## Biographie
En juillet 2013, il est transféré à Al Ahly SC après avoir passé sept ans à Ismaily SC.

## Statistiques
| Buts (3) en sélection de Ahmed Khairy au 17 mai 2012 | Buts (3) en sélection de Ahmed Khairy au 17 mai 2012 | Buts (3) en sélection de Ahmed Khairy au 17 mai 2012 | Buts (3) en sélection de Ahmed Khairy au 17 mai 2012 | Buts (3) en sélection de Ahmed Khairy au 17 mai 2012 | Buts (3) en sélection de Ahmed Khairy au 17 mai 2012 | Buts (3) en sélection de Ahmed Khairy au 17 mai 2012 | Buts (3) en sélection de Ahmed Khairy au 17 mai 2012 |
| no                                                   | Date                                                 | Sélection                                            | Lieu                                                 | Adversaire                                           | Évolution du score                                   | Résultat                                             | Compétition                                          |
| ---------------------------------------------------- | ---------------------------------------------------- | ---------------------------------------------------- | ---------------------------------------------------- | ---------------------------------------------------- | ---------------------------------------------------- | ---------------------------------------------------- | ---------------------------------------------------- |
| 2                                                    | 11 mai 2012                                          | -                                                    | Tripoli Municipal Stadium, Tripoli                   | Liban                                                | 1 - 4                                                | 1 - 4                                                | match amical                                         |